# آيتيرنا لوتشينا
آيتيرنا لوتشينا (بالإنجليزية: Aeterna Lucina) (أو «رسميا» البعثة الإنسانية السيادية في آيتيرنا لوتشينا) هي دولة مجهرية في أستراليا. تأسست عام 1978 واستمرت حتى وفاة مؤسسها.

## التسمية
سميت آيتيرنا نسبة للآلهة لوتشينا، آلهة الخصب والإنجاب في الميثولوجيا الرومانية.

## التاريخ
تأسست آيتيرنا لوتشينا عام 1978 على أرض من ملكية بول روبرت نيومان بالقرب من خليج بايرون، وهي نفسها الأرض التي ترعرع فيها وكان اسمها فيتاما. خلال الثمانينيات، انتقلت الدولة من مقر إقامته في كيرل كيرل، إلى عقار ريفي مساحته 14 كيلومتر مربع في كوما في ولاية نيو ساوث ويلز. تم نقل الدولة في النهاية إلى موقع تبلغ مساحته 16 كيلومترا مربعا في ولاية فيكتوريا.

## المؤسس
ولد بول روبرت نيومان، مؤسس آيتيرنا لوتشينا، في ضاحية كيرل كيرل في سيدني، وهو من أصل ألماني. قام نيومان بتغيير اسمه من تلقاء نفسه إلى «البارون بول نيومان» زاعما أنه لقب منحه إياه سليل الملك المالديفي الحسن الثالث المنفي إلى أفغانستان منذ القرن 15، وأن اسمه الرسمي بات «بارون قره باغ». كما ادعى أنه حصل على أكثر من 850 وساما ونيشانا وأنه تحصل أيضا على الأستاذية، والدكتوراه في الفلسفة واللاهوت، بالإضافة إلى عشرات التكريمات والدكتوراه الفخرية.

## الحل
سنة 1990، واجه نيومان تهم احتيال سجلت ضده في محاكم نيو ساوث ويلز فيما يتعلق بجرائم بيع أراض وتأشيرات وجوازات سفر. بلغت مستحقات القضية 144000 دولار أسترالي، وآل الأمر إلى التخلي عن «الدولة» في نهاية المطاف. وبعدها بأربع سنوات، توفي المؤسس نيومان، وانقرضت آيتيرنا لوتشينا نهائيا.